# Dartford Crossing

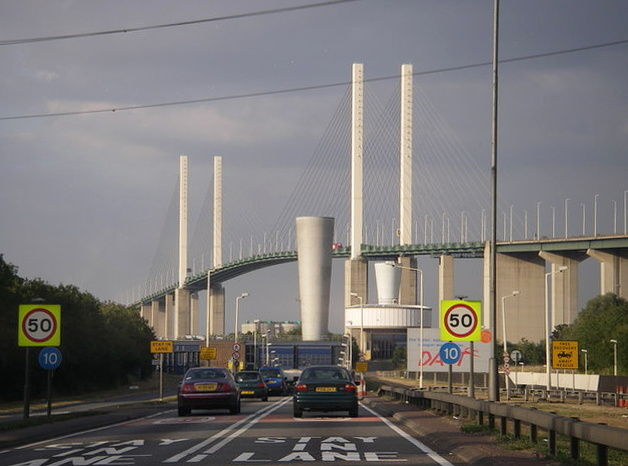
Voertuigen naderen de ingang van de westelijke tunnel met de Queen Elizabeth II Bridge in de achtergrond

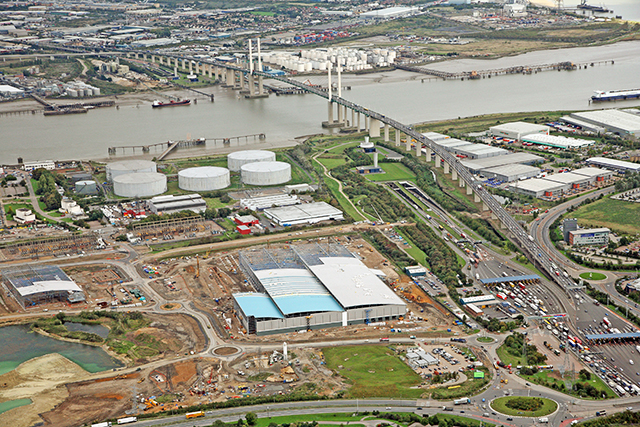
Luchtfoto van de kruising

De Dartford - Thurrock River Crossing (of de Dartford Crossing) is een belangrijke kruising voor wegverkeer over de Theems in Engeland. De kruising verbindt Dartford (aan de zuidzijde van de rivier) met Thurrock (aan de noordzijde) met behulp van twee tunnels en de Queen Elizabeth II Bridge, een 137 meter hoge tuibrug.
Voor de opening van de brug was de kruising bekend als de Dartford Tunnel. De kruising is onderdeel van de M25, de ringweg rondom Londen. Per dag maken ongeveer 150.000 voertuigen gebruik van de kruising.
De kruising werd geopend in 1963 met een enkele tunnel. In 1980 werd een tweede tunnel geopend. De brug werd gebouwd ten oosten van de twee tunnels en geopend in 1991.
Verkeer in zuidelijke richting maakt gebruik van de vier rijstroken op de brug. Verkeer in noordelijke richting maakt gebruik van de twee tunnels met ieder twee rijstroken.
In geval van slecht weer of harde wind wordt de brug gesloten en moet het verkeer in beide richtingen gebruikmaken van de tunnels.
De kruising ligt 25 kilometer ten oosten van het centrum van Londen, maar slechts 3 kilometer buiten de grenzen van Groot-Londen. Het zuidelijke einde bevindt zich in de Borough of Dartford in het graafschap Kent, het noordelijke deel valt binnen de Thurrock unitary authority, voorheen onderdeel van het graafschap Essex.
De kruising is een grote flessenhals in het regionale wegennetwerk omdat het de meest oostelijke kruising over de Theems is. Bij verkeersongevallen of slecht weer ontstaan al snel verkeersopstoppingen. De dichtstbijzijnde kruisingen met de Theems zijn de Woolwich car ferry en de Blackwall Tunnel, beide ruim binnen East London. De voorgestelde Thames Gateway Bridge tussen deze twee kruisingen en de Dartford Crossing werd in 2004 in voorbereiding genomen maar werd in 2008 afgeblazen. De Lower Thames Crossing is een voorstel voor een kruising, waarschijnlijk een tunnel, ten oosten van de Dartford Crossing.